# Joseph van Lerius

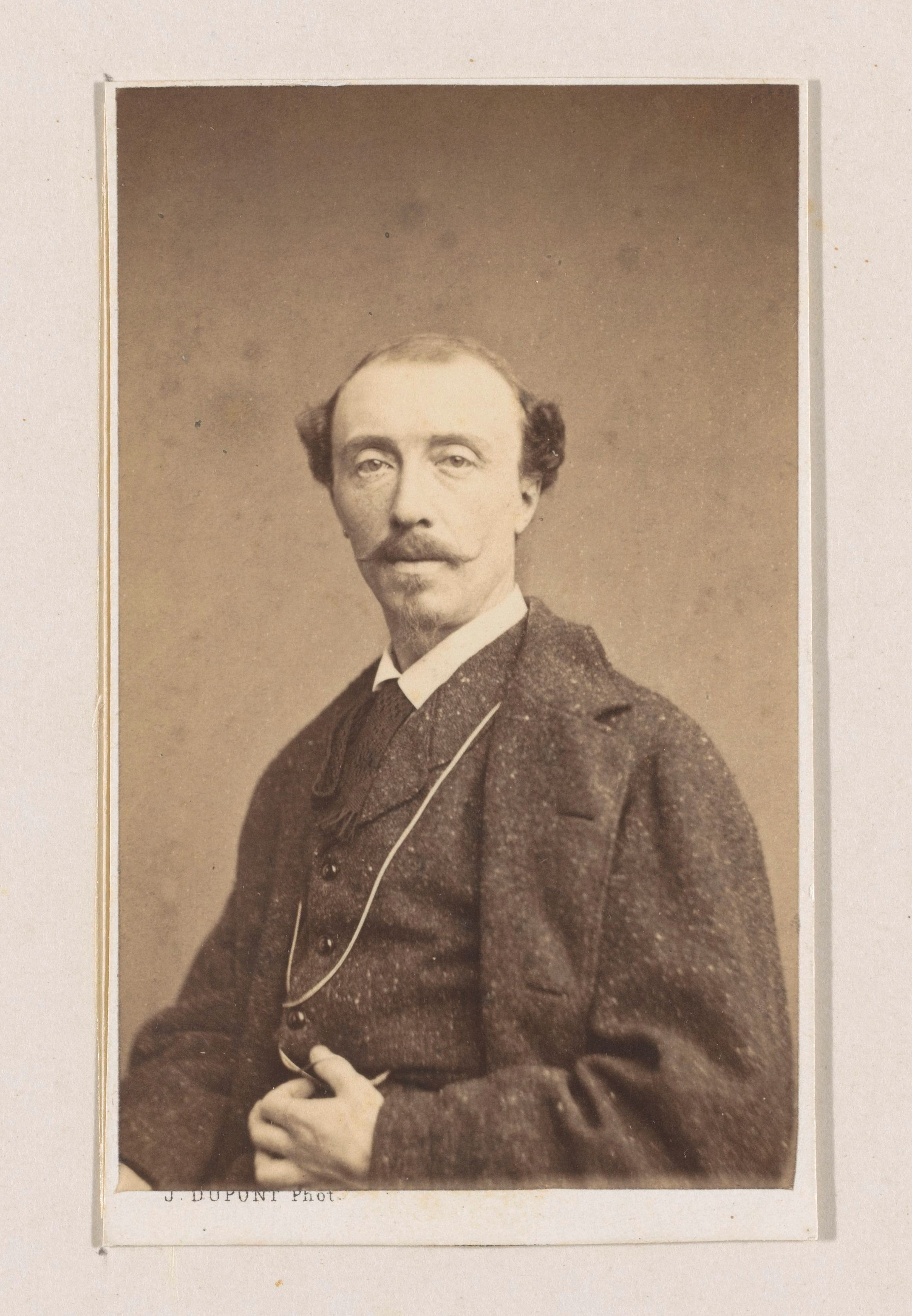
Joseph van Lerius

Joseph Hendrik Frans van Lerius (* 23. November 1823 in Boom bei Antwerpen; † 29. Februar 1876 in Mecheln) war ein belgischer Maler.

## Leben
Van Lerius studierte an der Kunstakademie in Brüssel, wo er durch seine rasche Entwicklung auffiel. Er wurde mit einem Stipendium oder durch finanzielle Unterstützung seines Heimatortes im Alter von nur 15 Jahren 1838 an die Kunstakademie nach Antwerpen (Academie voor schoone Kunsten) geschickt. Hier wurde er mit vielen Preisen ausgezeichnet, was das Interesse  des Malers Gustave Wappers auf ihn lenkte, der zu dieser Zeit Präsident der Akademie war. Baron Wappers nahm ihn in seinem eigenen Studio als Assistenten und Schüler auf. Das erste Bild, welches er dort malte war einer Szene aus Sir Walter Scotts Roman Kenilworth, die „ein Interview zwischen Leicester und Amy Robsart“ darstellte. Danach folgte das Bild Milton dictating to his Daughter und Paul and Virginia crossing the Stream. Im Jahr 1848 wurde er auf einer Ausstellung in Brüssel für eines seiner Bilder mit einer Goldmedaille ausgezeichnet. 1854 wurde Lerius zunächst als Dozent an die Antwerpener Kunstakademie berufen und 1860 zum Professor für Malerei ernannt. Im selben Jahr wurde das Bild „Jeanne d’Arc“ im Museum von Antwerpen ausgestellt. Das Bild zeigte eine Szene wo „La Pucelle“, wie Johanna von Orleans auch genannt wurde, Befehlshaberin beim Ansturm auf Paris war. Für dieses Werk wurde van Lerius ebenfalls mit Gold ausgezeichnet und anschließend zum Ehrenmitglied der Akademie gewählt. Auf einer Internationalen Ausstellung in München stellte er 1869 eine Arbeit aus, auf der ein Mädchen kopfüber aus ihrem Kammerfenster stürzt, um der Schande zu entgehen. Zu seinen späteren Werken zählten „Der Erstgeborene“, welches von Königin Victoria gekauft wurde sowie „Volupte et Denouement“, das ihr Gemahl der Prinz von Sachsen-Coburg-Gotha erwarb. Im Jahre 1877 kaufte die Stadt Antwerpen das Bild der „Lady Godiva“.
Zu seinen Schülern zählten Gustav Adolf Amberger, George Clausen (1852–1944), Cecil van Haanen, Jacob Maris, George du Maurier, Leon Pohle, Piet Verhaert (1852–1908), Eugène Joors und Franz Wenzel Schwarz (1842–1919). Lerius widmete sich neben der Historien- und Porträtmalerei auch der Genremalerei. In den 1860er bis 1870er Jahren unterrichtete er an der Kunstakademie neben Charles Verlat. Auf einigen Studienreisen, die Lerius durch Deutschland, Österreich und Italien führten, thematisierte er die Landschaften, durch die er reiste. Grundsätzlich aber wurde Lerius aber als Porträtist bekannt.

## Schüler
- Heinrich Faust (Maler)

## Werke (Auswahl)
- Die vier Lebensalter (1851)
- Der Erstgeborene (1852)
- Lust und Leid (1857)
- Johanna von Orleans (1860)
- Triumph der Tugend (1863)
- Lady Godiva (1870)

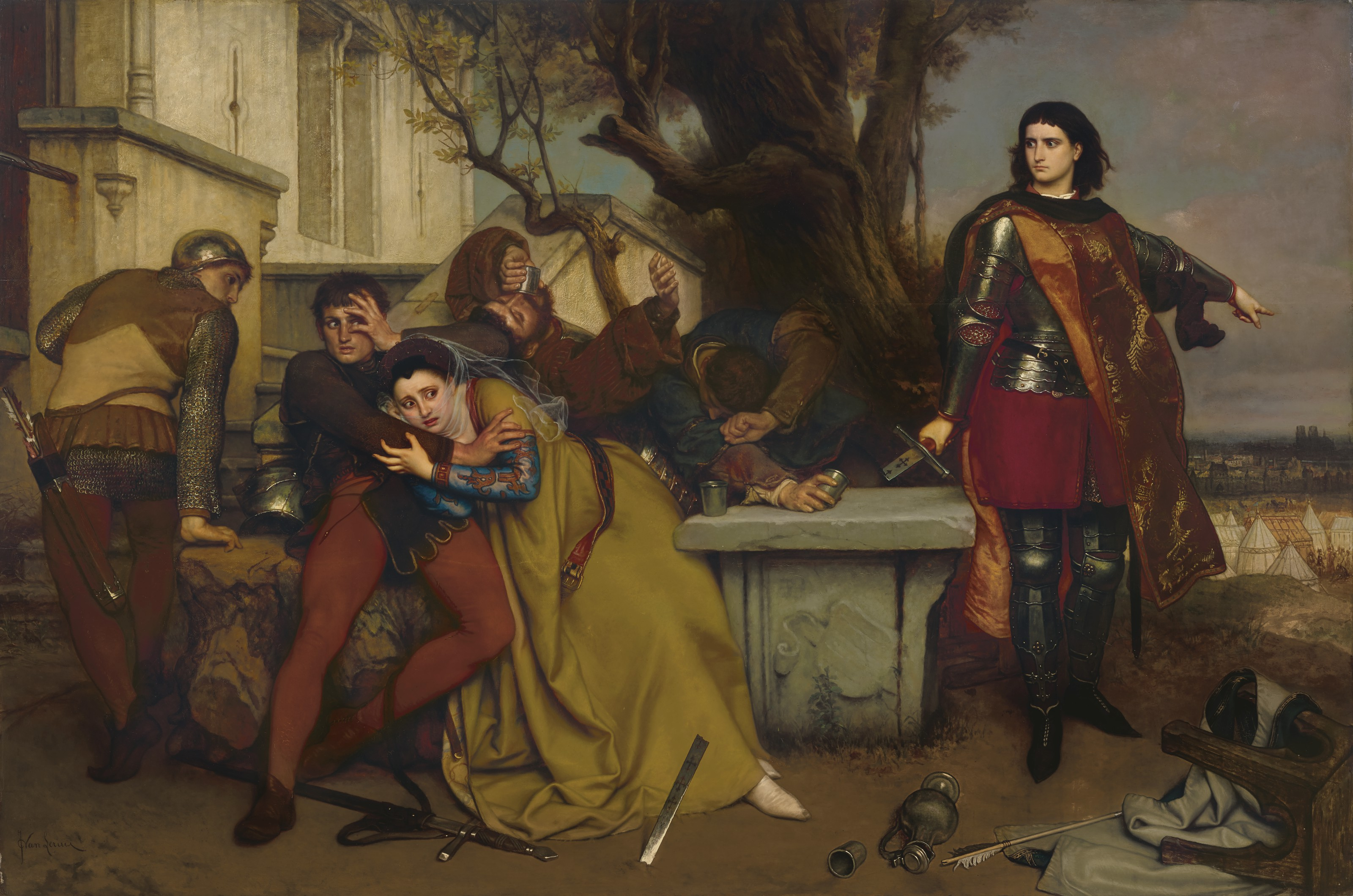
Johanna von Orleans

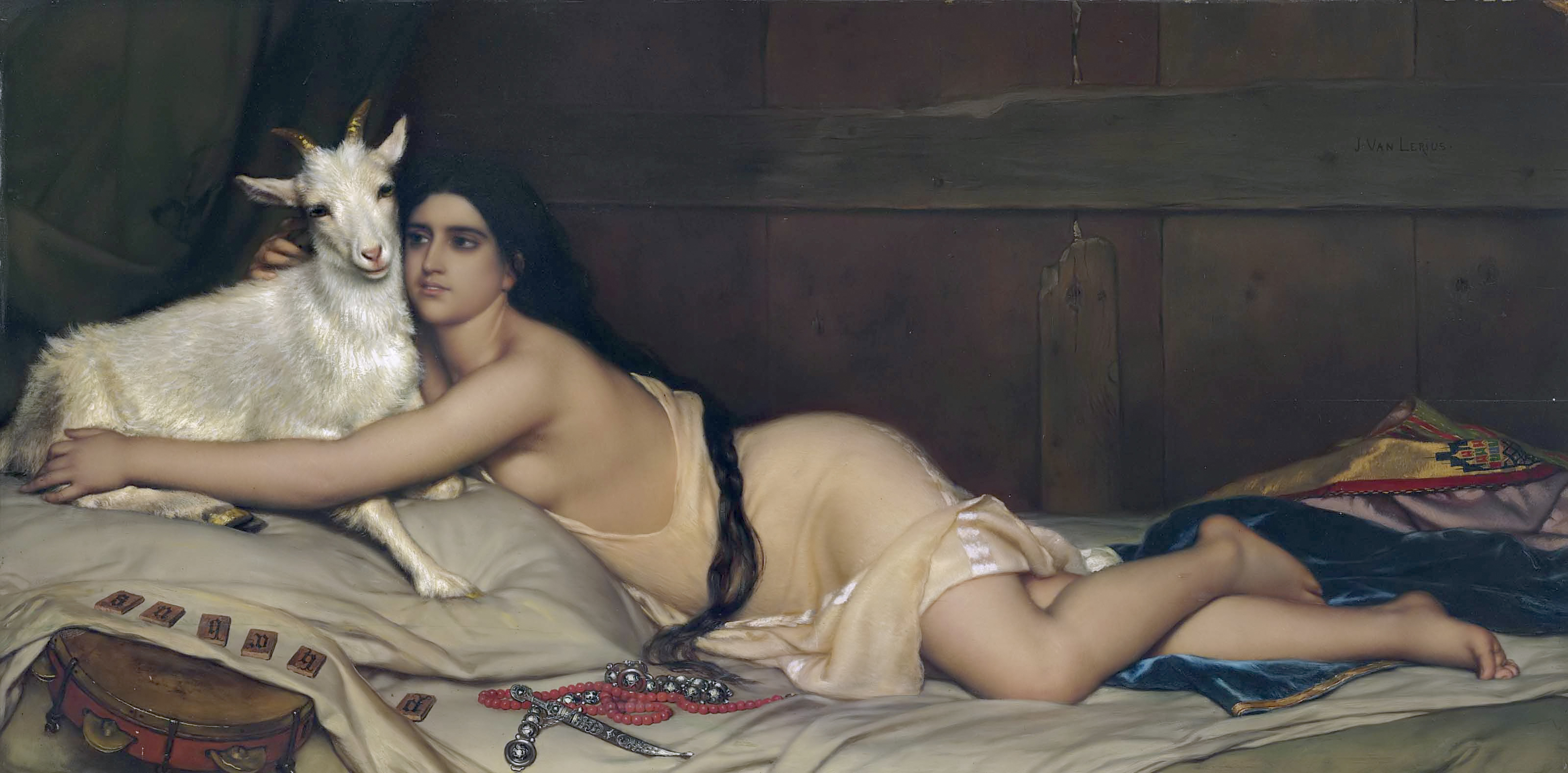
Esmeralda und Djali (1868)

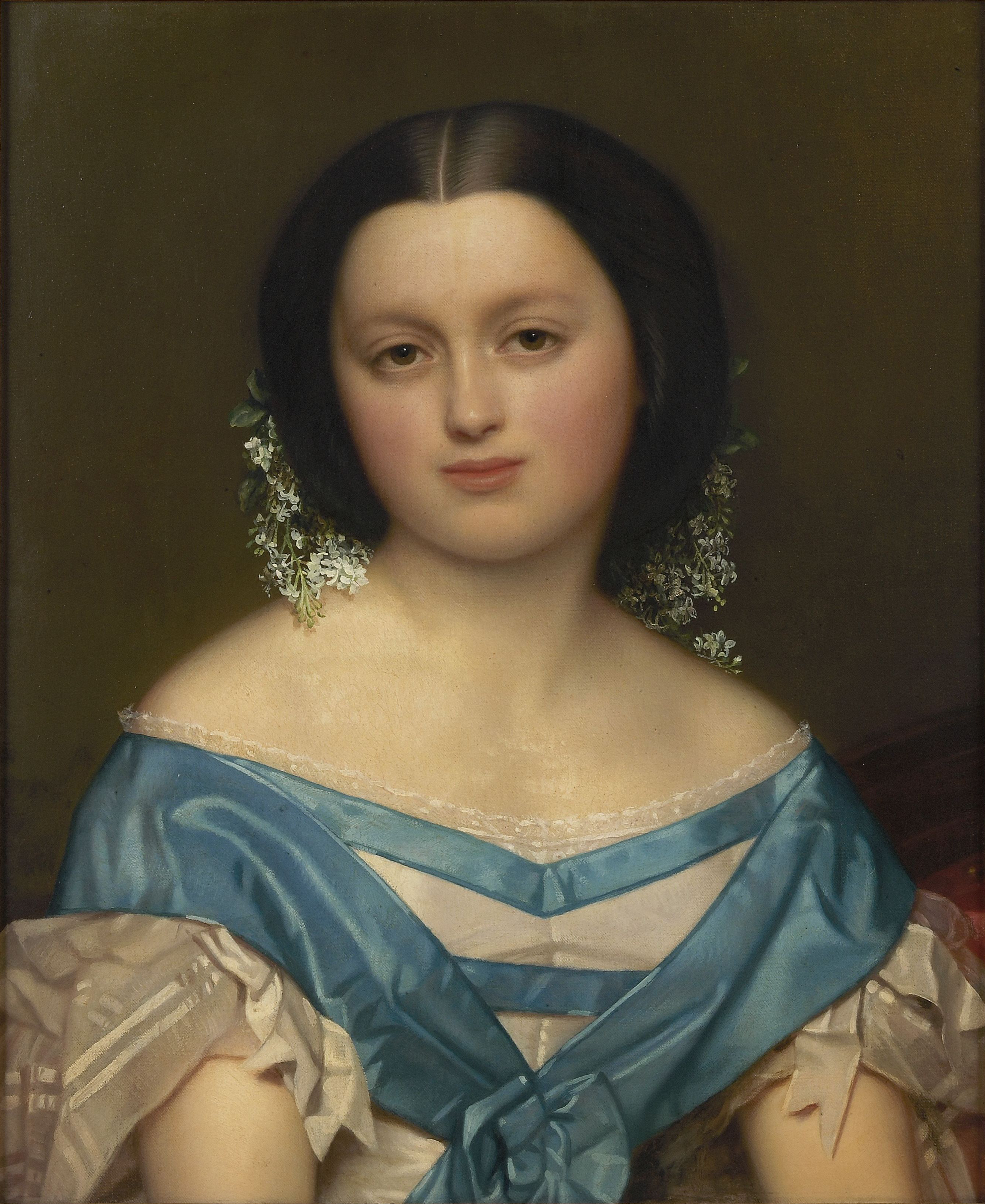
Porträt der Henriette Mayer van den Bergh, 1857
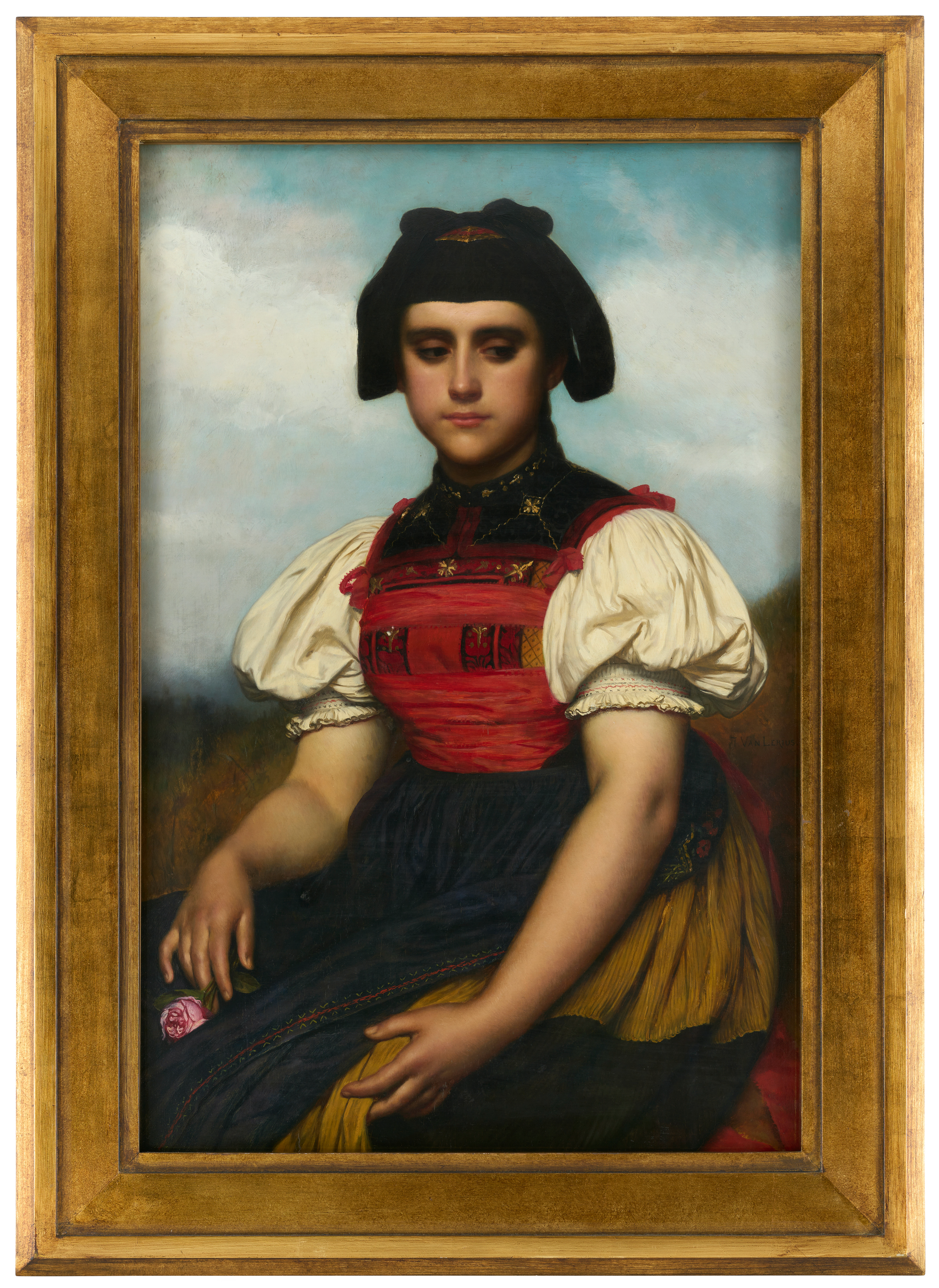
Junges Mädchen aus dem Hotzenwald
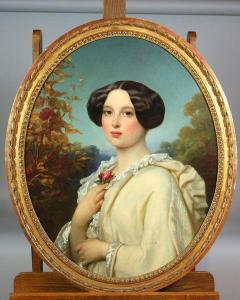
Frauenporträt
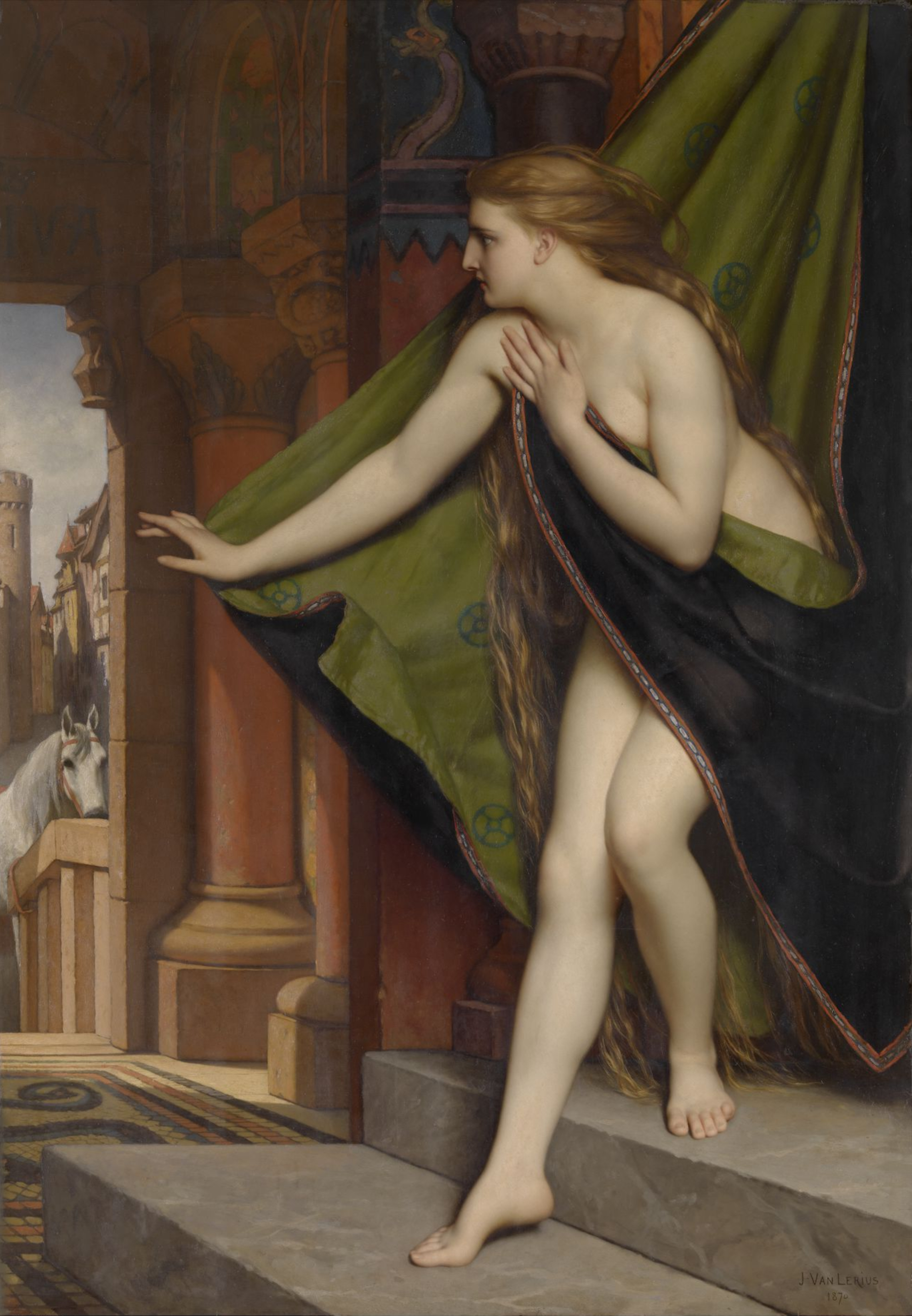
Lady Godiva